# Matej Hrstić
Matej Hrstić (* 11. August 1996 in Ljubuški, Bosnien und Herzegowina) ist ein bosnisch-kroatischer Handballspieler.

## Karriere

### Verein
Matej Hrstić lernte das Handballspielen in seiner bosnischen Heimatstadt beim HRK Izviđač, mit dem der 1,97 m große linke Rückraumspieler 2016 die Meisterschaft gewann. Ab 2017 lief er für den kroatischen Serienmeister RK Zagreb auf, mit dem er 2018, 2019 und 2021 die Premijer Liga und den Pokal gewann. Im Dezember 2021 verließ er Zagreb und schloss sich dem französischen Verein Limoges Handball an.

### Nationalmannschaft
Mit der kroatischen Nationalmannschaft gewann Matej Hrstić bei der Europameisterschaft 2020 die Silbermedaille, dabei warf er zwei Tore in neun Partien.
Bisher bestritt er zwölf Länderspiele, in denen er fünf Tore erzielte.